# Agust D
Agust D é a mixtape de estreia do rapper sul coreano de mesmo nome, mais conhecido como Suga do grupo BTS. Foi lançado em 15 de agosto de 2016 pela Big Hit Entertainment através da plataforma online de publicação de músicas SoundCloud.

## Antecedentes e desenvolvimento
Antes de lançar sua carreira como rapper da boy band sul-coreana BTS, Agust D começou a escrever letras de música e trabalhar com MIDI aos 13 anos e teve um emprego de meio período compondo e arranjando músicas em um estúdio de gravação aos 17 anos. Ativo sob o nome de "Gloss" como um rapper underground, Agust D originalmente entrou na Big Hit Entertainment como produtor em 2010 e treinou na Big Hit Entertainment por três anos ao lado dos membros J-Hope e RM antes de fazer sua estreia como membro do BTS em 2013. Nos primeiros anos de sua carreira no BTS, ele e seu colega de grupo RM enfrentaram críticas da cena do hip hop underground sul-coreana por "se venderem" e se tornarem ídolos do K-pop.
Entre seus compromissos como membro do BTS, Agust D aproveitou o tempo no avião e nos quartos de hotel após os shows para produzir e compor músicas continuamente. Em uma entrevista para a Grazia Korea, Agust D expressou o desejo de lançar a música que queria sem ter que considerar apelo popular ou classificação musical. Ele pretendia lançar sua música gratuitamente na forma de uma mixtape para evitar tais considerações, comentando que um álbum "tem a sensação de estar preso em algum tipo de estrutura" devido à necessidade do envolvimento da empresa na promoção e publicidade. Desenvolvendo Agust D musicalmente com base no hip hop, grande parte da inspiração do rapper para as letras veio de suas próprias histórias de sonho, juventude e realidade.
Com o intuito de diferenciar seu trabalho daquele de seu trabalho como Suga, ele desenvolveu o alter ego "Agust D", que é derivado das iniciais DT, abreviação de seu local de nascimento, Daegu Town, e "Suga" escrito ao contrário. Acumulando canções constantemente em sua carreira, Agust D utilizou uma série de canções compostas desde 2011 até um mês antes do lançamento para criar sua mixtape. O lançamento de Agust D seguiu a mixtape autointitulada de RM, RM (2015), e o sucesso do primeiro álbum de compilação do BTS, The Most Beautiful Moment in Life: Young Forever (2016) e a turnê The Most Beautiful Moment in Life On Stage: Epilogue Tour.

## Música e letras
A versão final de Agust D compreende dez faixas no SoundCloud e oito faixas em serviços de streaming e download. Os críticos viram Agust D como um grande afastamento de seu catálogo anterior como um membro do BTS com um estilo de rap hardcore destacando suas influências underground. Billboard e Fuse elogiaram a divergência do álbum de seus contemporâneos no K-pop com sua vulnerabilidade e autoprodução de Agust D.
Em Agust D, Agust D expôs seus pensamentos íntimos sobre seu início até sua ascensão ao estrelato. "Intro: Dt sugA", apresentando o estilo do clássico turntablism hip hop, precedeu a faixa de auto-apresentação "Agust D", que utilizou técnicas de rap rápidas e precisas sobre "baixo profundo e intenso" para enfatizar sua confiança e identidade própria. "Give It to Me" lançou "indiretas completaos" para seus detratores e "Skit" explorou a dualidade de Agust D e Suga "como ser humano e como músico". Enquanto "724148" refletia sobre o significado de "sucesso" e o início de Agust D em sua cidade natal, Daegu, a faixa "140503 at Dawn", composta de batidas mínimas, refletia sobre sua vulnerabilidade subjacente no início da manhã antes da transição para a faixa "The Last", que utilizou batidas dramáticas e técnicas de rap para retratar sua alma consumida pela depressão, obsessão e auto-ódio seguindo a busca de seu sonho em Seul. Em "Tony Montana", Agust D assumiu o personagem de Tony Montana do filme Scarface (1983) para ruminar sobre a natureza do sucesso, ambição e inveja. A letra de "Interlude: Dream, Reality" consistia apenas na palavra "dream", levando à faixa final "So Far Away", que refletia sobre a essência da palavra "dream", enquanto exortava seus ouvintes a continuar sonhando.

## Lançamento
Em 29 de julho de 2016, a data de lançamento de Agust D foi confirmada para agosto. Em 15 de agosto, foi lançada no SoundCloud e para download gratuito por meio de links no Twitter em conjunto com um videoclipe da faixa "Agust D". Em 18 de agosto, Agust D lançou um videoclipe de acompanhamento para "Give It to Me". Além de entrevistas para Grazia Korea e Marie Claire Korea, Agust D não promoveu mais a mixtape. Mais tarde, a Fuse a classificou em 16º lugar em sua lista das 20 melhores mixtapes de 2016.
Em fevereiro de 2018, a mixtape foi relançada para compra digital e streaming sem suas duas primeiras faixas, "Intro: DT sugA" e "Agust D". Ambas as faixas foram disponibilizadas em plataformas de download e streaming em todo o mundo em abril de 2023, depois de finalmente receber autorização para o uso do sample de "It's a Man's Man's Man's World" de James Brown usada nelas. A mixtape em si também foi lançada em plataformas de música sul-coreanas pela primeira vez; anteriormente estava disponível apenas no mercado interno através do Spotify.

## Desempenho comercial
O relançamento de 2018 de Agust D alcançou a terceira posição da tabela World Albums, a quinta posição da Heatseekers Albums, e a 74ª posição da Top Album Sales, todas da Billboard. Agust D entrou o ranking de Emerging Artists pela primeira vez, na atualização de 3 de março de 2018, na 46ª colocação.
A mixtape entrou pela primeira vez na tabela Oricon Digital Albums no Japão pela primeira vez em abril de 2023, na quinta posição, vendendo 1.443 cópias durante o período de 3 a 9 de abril. Na semana seguinte, vendeu 147 cópias adicionais.

## Lista de faixas
| N.º            | Título                                  | Compositor(es)                               | Produtor(es)              | Duração |  |
| 1.             | "Intro: DT sugA" (com part. de DJ Friz) | Agust D Pdogg Betty Jean Newsome James Brown | Agust D Pdogg             | 1:04    |  |
| 2.             | "Agust D"                               | Agust D Betty Jean Newsome James Brown       | Agust D                   | 3:54    |  |
| 3.             | "Give It to Me"                         | Agust D                                      | Agust D                   | 2:29    |  |
| 4.             | "Skit"                                  | Agust D                                      | Agust D                   | 1:14    |  |
| 5.             | "724148" (치리사일사팔)                 | Agust D                                      | Agust D                   | 3:05    |  |
| 6.             | "140503 at Dawn" (140503 새벽에)        | Agust D Slow Rabbit                          | Agust D Slow Rabbit       | 1:24    |  |
| 7.             | "The Last" (마지막)                     | Agust D June Pdogg                           | Agust D June Pdogg        | 4:05    |  |
| 8.             | "Tony Montana" (com part. de Yankie)    | Agust D Pdogg Supreme Boi Yankie             | Agust D Pdogg Supreme Boi | 3:28    |  |
| 9.             | "Interlude: Dream, Reality"             | Agust D Slow Rabbit                          | Agust D Slow Rabbit       | 1:32    |  |
| 10.            | "So Far Away" (com part. de Suran)      | Agust D Slow Rabbit                          | Agust D Slow Rabbit       | 5:58    |  |
| Duração total: | Duração total:                          | Duração total:                               | Duração total:            | 28:13   |  |

Notas
- Os títulos das faixas "Give It to Me", "Skit", "140503 at Dawn" e "So Far Away" são estilizados em letras minúsculas.
- "Intro: Dt sugA" e "Agust D" contém sample de "It's a Man's Man's Man's World" de James Brown.[21][22]

## Equipe e colaboradores
As seguintes pessoas estão creditadas na mixtape:
| - Agust D – teclado (faixas 2, 3, 5, 8, 10), sintetizador (faixas 2, 3, 5, 8, 10), gang vocal (faixa 2) - Dj Friz – scratch(faixa 1) - RM – gang vocal(faixa 2) - J-Hope – gang vocal(faixa 2) - Pdogg – sintetizador (faixas 7, 8), gang vocal (faixa 2), teclado (faixa 7) - 정수완 – violão (faixas 7, 10) - June – programação de ritmo (faixa 7) - Supreme Boi – teclado (faixa 8) - Slow Rabbit – sintetizador (faixas 9, 10), teclado (faixa 10) - Suran – vocal (faixa 10) - Jungkook – vocal (faixa 10) | - Agust D – produtor (faixas 1, 2, 3, 4, 5, 6, 7, 8, 9, 10), engenharia de áudio (faixas 5, 6, 7, 8, 10) - Alex DeYoung – engenharia de masterização (faixas 1, 2, 3, 4, 5, 6, 7, 8, 9, 10) - Dj Friz – engenharia de áudio (faixa 1) - Pdogg – engenharia de áudio (faixas 2, 3, 7, 10), engenharia de mixagem (faixa 1) - Yang Ga – engenharia de mixagem (faixas 2, 3, 5, 9, 10) - 김보성 – engenharia de mixagem (faixas 4, 6, 7, 8) - Supreme Boi – produtor (faixa 7) - Slow Rabbit – produtor (faixas 9, 10) - 정우영 – engenharia de áudio (faixa 10) |

## Tabelas musicais
| Tabelas musicais (2018-2023)                    | Melhor posição |
| ----------------------------------------------- | -------------- |
| Estados Unidos - Heatseekers Albums (Billboard) | 5              |
| Estados Unidos - World Albums (Billboard)       | 3              |
| Estados Unidos - Top Album Sales (Billboard)    | 74             |
| Japão - Digital Albums (Oricon)                 | 5              |
| Japão - Hot Albums (Billboard Japan)            | 8              |